# بيني بلانكو
بيني بلانكو (بالإنجليزية: Benny Blanco؛ بالبرتغالية: Benny Blanco) هو موسيقي وكاتب أغاني ومنتج أسطوانات أمريكي وبرازيلي، ولد في 8 مارس 1988 في ريستون في الولايات المتحدة.

## وصلات خارجية
- بيني بلانكو على موقع IMDb (الإنجليزية)
- بيني بلانكو على موقع ميوزك برينز (الإنجليزية)
- بيني بلانكو على موقع أول ميوزيك (الإنجليزية)
- بيني بلانكو على موقع أول ميوزيك (الإنجليزية)
- بيني بلانكو على موقع ديسكوغز (الإنجليزية)
- بيني بلانكو على موقع ديسكوغز (الإنجليزية)
- بيني بلانكو على موقع قاعدة بيانات الفيلم (الإنجليزية)